# Jaume Cerveró
Jaume Cerveró (Tortosa, 1500 – ?, 1585) was de 70ste president van de Generalitat de Catalunya in Catalonië. Hij was de zoon van Joan Cerveró, een koopman en afkomstig uit Tortosa. Hij was voordien ook aartsdiaken van Corbera en kanunnik in zijn geboortestad. Hij kreeg twee keer een mandaat als rechter (oïdor) voor de Generalitat, met name van 1527 tot 1530 en van 1545 tot 1578. Wegens zijn betrokkenheid in de aanslag op burggraaf Mateu Boteller en een kamerling Sebil de Canyissar in 1559, werd hij in de ban van de kerk geslagen. In 1567 heeft de bisschop van Tortosa die sanctie opgeheven.
Op 72-jarige leeftijd werd hij eindelijk uitgeloot als president nadat hij al zesentwintig jaar op de kandidatenlijst stond.